# Мухамбетов, Архимед Бегежанович
Архимед Бегежанович Мухамбетов (каз. Архимед Бегежанұлы Мұхамбетов; род. 6 июня 1972, Алга, Актюбинская область, Казахская ССР, СССР) — казахстанский государственный и политический деятель, аким Актюбинской области (2011—2015), аким Костанайской области (2015—2022).

## Биография
Архимед Мухамбетов родился в 1972 году. Его отец — Бегежан Мухамбетов был первым секретарем райкома, председателем исполкома Алгинского района Актюбинской области. 
Окончил Самарский государственный технический университет, а позже — Казахско-русский международный университет в Актобе, по специальности — инженер-электрик, бакалавр финансов.
Был директором ТОО «Дрим-тим» (1994—1997), затем — генеральным директором комбината хлебопродуктов ТОО «Рамазан» (1997—1998), генеральным директором ТОО «Орас» (1998—2002). Позже был начальником управления внешнеэкономических связей и инвестиций Актюбинской области, директором ТОО «Балыкшы-курылыс».
В 2002—2006 годах был региональным директором АО «Фонд развития малого предпринимательства».
В 2006—2008 годах работал заместителем акима города Актобе. Курировал вопросы жилищно-коммунальной сферы, перспективного энергетического и газового снабжения города, оптимизации систем телекоммуникаций, земельно-хозяйственного устройства, сельского хозяйства.
С конца октября 2008 года по 22 июля 2011 года был акимом города Актобе.
С 22 июля 2011 года по 11 сентября 2015 года занимал должность акима Актюбинской области.
С декабря 2012 года по сентябрь 2015 года — председатель филиала НДП «Нур Отан» по Актюбинской области.
С 11 сентября 2015 года по 1 декабря 2022 года занимал должность акима Костанайской области.

## Зарплата
В августе 2016 года всем акиматам были разосланы запросы с просьбой обнародовать оклады первых руководителей. Заработная плата акима Костанайской области Архимеда Мухамбетова составила 636 974 тенге в месяц

## Награды
- Орден Курмет (2014)[7]
- Юбилейная медаль «20 лет независимости Республики Казахстан» (2011)[8]
- Юбилейная медаль «25 лет Комитету национальной безопасности Республики Казахстан» (2017)[9]
- Юбилейная медаль «20 лет независимости Республики Казахстан» (2011).

## Интересные факты
Во время работы акимом Актюбинской и Костанайской областях в народе был прозван «Архимед-тридцатник», в связи с возможным получением прибыли в 30% от государственных закупов.